# Monotoma perplexa
Monotoma perplexa is een keversoort uit de familie kerkhofkevers (Monotomidae). De wetenschappelijke naam van de soort werd in 1889 gepubliceerd door Rey.